# Akadémiai Dolgozók Fóruma
Az Akadémiai Dolgozók Fóruma (ADF) az MTA egyes dolgozói által 2019. január 24-én indított kezdeményezés, amelynek célja az akadémia egységéért és autonómiájáért való fellépés. Álláspontjukat közlemények és az MTA működésével kapcsolatos összefoglalóik, ismertetőik segítségével igyekeznek megismertetni az MTA dolgozóival és a közvéleménnyel.

## Tevékenysége
A kezdeményezés január 24-én szakszervezeti alapokon jött létre.
2019 februárjában közleményben tiltakoztak az Innovációs és Technológiai Minisztérium, és Palkovics László miniszter MTA-val kapcsolatos fellépése ellen, amely szerintük nélkülözi az érdemi egyeztetéseket.
2019. február 4-én az ADF háttérbeszélgetést rendezett a Magyar Tudományos Akadémia Humán Tudományok Kutatóházában, amelynek témája az Akadémia függetlensége volt. A fórum összehívásának előzménye az volt, hogy az Innovációs és Technológiai Minisztérium átadta az MTA-nak azon előkészítő anyagának a kivonatát, amely a kutatóhálózat szervezeti felépítésének és finanszírozásának gyökeres megváltoztatására irányul. A beszélgetésre a sajtó előtt került sor, ahol a Fórum tagjai közösen nyilatkoztak az átszervezésről.
Az ADF célja, hogy az akadémiai intézetek vezetőit meggyőzze arról, hogy ne vegyenek részt az ITM pályázatain, mert szerintük ez az ITM politikai eszköze, és a pályázati rendszer elnagyoltsága miatt nem valódi tudományos szempontokat juttat érvényre. Emellett szeretnék elérni, hogy a tudományos közösség egységesen lépjen fel az ITM és Palkovics László javaslatai ellen. Nézetük szerint az ITM által meghirdetett „Tématerületi Kiválósági Program” a tudományos kutatások és az alapellátás finanszírozására alkalmatlan, méltatlan rendszer.
A szervezet február 7-ig adott időt az ITM-nek, hogy a január 24-én több száz MTA dolgozó által kiadott közleményre reagáljon. Mivel a jelölt napig nem érkezett érdemi válasz, megtartották az előzetesen február 12-re meghidetett élőláncos tiltakoztak az egyoldalú átszervezés ellen. Az akcióhoz egyetemista szervezetek is csatlakoztak, például a Szabad Egyetem és a Hallgatói Szakszervezet. Az MTA épülete körüli élőláncot arra az időpontra hirdették meg, amikor az MTA vezetése a Palkovics-féle Tématerületi Kiválósági Programban való részvétel engedélyezéséről döntött. A tüntetésen ezrek vettek részt.
A szervezet által Palkovics-tervnek nevezett átszervezés, és az azzal kapcsolatos finanszírozási javaslat elleni bojkottot hirdető, az ADF által összefogott akadémiai dolgozókkal több kutatói intézmény szolidaritást vállalt, köztük az ELTE BTK Történeti Intézete, és az ELTE Társadalomtudományi Karának Szociológiai Intézete. Az MTA BTK, KRTK és TK intézetek által kiadott nyilatkozathoz csatlakozott az MTA TTK Közalkalmazotti Tanácsa, az MTA Nyelvtudományi Intézet közalkalmazotti fóruma, az MTA Wigner Fizikai Kutatóközpont dolgozói közössége, az MTA Atommagkutató Intézete is.
2019. február 7-én a szervezet fórumot tartott az MTA Természettudományi Intézetében. Másnap 566 aláírással ellátott nyílt levélben fordultak a kormányhoz, és Palkovics László miniszterhez. Ebben a művészeti élet és az oktatás részéről aláírók a „pénzügyi szempontból és morálisan egyaránt lehetetlen helyzetbe hozott intézmények” kényszerű pályáztatásának, illetve a kutatóhálózat átszervezésének haladéktalan leállítását kérték.

## Álláspontja

### Az Akadémia helyzetéről
Az ADF a weblapján az alábbi 6 pontos összefoglalót tette közzé az Akadémia helyzetéről:
1. „A magyar kormány előzetes érdemi egyeztetés nélkül minisztériumi kezelésbe utalta az MTA függetlenségét jelentő és garantáló állami támogatást.
2. Később az Akadémia elnöke arról értesülhetett, hogy a minisztérium a MTA kutatóintézet-hálózatát egyes intézetek megszüntetésével és mások beolvasztásával szét akarja darabolni.
3. Mindeközben a függetlennek tekintett intézmény vezetése érdemi tájékoztatást az átalakításokról nem kapott, javaslatait a minisztérium különösebb ok és részletes szakmai indoklás nélkül elutasította.
4. Átmenetileg közeledő álláspontok és sikeresnek vélt tárgyalások után a minisztérium váratlanul úgy döntött, hogy az MTA finanszírozásának dologi jellegű kiadásait visszatartja addig, amíg megállapodás nem születik a strukturális átalakításról. A fizetéseket csak 2019. első negyedévére garantálja.
5. A minisztérium a régi támogatási rendszert leállítja, miközben az új támogatási rendszer még nem indult el.
6. A minisztérium egyoldalúan olyan pályázati rendszert vezet be, amely nincs tekintettel sem az éppen hatályos költségvetési törvényekre, sem az MTA javaslataira.”[4]

### Követelései
Január 24-én az ADF kezdetét jelentő, az MTA Bölcsészettudományi, Közgazdasági és Regionális tudományi és Társadalomkutató központjainak szakszervezetei által összehívott fórumon az alábbi nyilatkozatot állították össze, amelyre a kormányzat érdemi válaszát február 7-ig várják:
1. „Tartsák tiszteletben az MTA és kutatóintézeteinek egységét és függetlenségét, az MTA, mint köztestület továbbra is maga dönthessen szervezetéről és költségvetésének felosztási módjáról!
2. Tartsák fenn az akadémiai intézetek korábbi finanszírozási rendszerét, amelynek meghatározó része az alapműködést szolgáló normatív állami támogatás! A kutatóhálózat működtetése nem lehetséges pályázati jellegű konstrukciókon keresztül, ezért minden ilyen tervezetet elutasítunk. A pályázati úton elnyert támogatások a normatív állami támogatást nem helyettesíthetik, csak kiegészíthetik.
3. Az érintettek bevonásával készüljön átfogó tudomány-, technológia- és innováció politikai stratégia, ami a közpénzből finanszírozott kutatóhelyek szerepét, feladatait, teljesítménymérési és finanszírozási módját is meghatározza. Amíg nem lehet ezt a stratégiát megvalósítani, az MTA intézetei a 2018-as szervezeti keretek között működjenek, és kapják meg a teljes költségvetési támogatást!
4. Tartsák egyben a kutatóintézeti hálózatot! Az Akadémia nemzeti és nemzetközi értéke csak a történetileg kialakult, tudományos teljesítmények által igazolt egységben szavatolható.
5. A kutatóhálózat feletti szakmai felügyelet maradjon az Akadémiánál! A kutatói munkának csak a kutatóközpontok és intézetek által korábban felállított és nemzetközi tudományos sztenderdekhez igazított teljesítményértékelésnek kelljen megfelelnie!
6. A foglalkoztatás maradjon a kutatóközpontoknál, illetve kutatóintézeteknél! Garantálják a dolgozók érvényes közalkalmazotti jogviszonyának és munkaszerződésének fenntartását!
7. A közalkalmazotti jogviszonytól és az egyetemi oktatói bértáblától csak a dolgozók javára lehessen eltérni!
8. Versenyképes és a társadalmi közjót hatékonyan szolgáló tudomány csak a kutatói munkahelyek stabilitásának helyreállításával, a kutatók és a kutatást segítő dolgozók európai viszonylatban versenyképes bérezésével érhető el.”[15]